# Музей Лесі Українки (Сурамі)
Музе́й Ле́сі Украї́нки в Сура́мі — музей, присвячений українській письменниці Лесі Українці у грузинському місті Сурамі.

## Опис
Музей створений 1952 завдяки допомозі грузинського письменника Георгія Леонідзе.
Приміщення музею це житловий будинок, де кілька останніх років (а також 10 днів до смерті 19 липня, за новим стилем — 1 серпня 1913) на курорті за порадою лікарів, що пропонували для поліпшення стану південний клімат, мешкала Леся Українка з чоловіком Климентом Квіткою. Наразі при музеї також знаходиться бібліотека. Поруч із музеєм встановлене погруддя Лесі Українки.